# Galerie municipale Julio-González
 (août 2024).
 (mars 2025).
La galerie municipale Julio González est un lieu d'expositions d'art contemporain de la ville d'Arcueil, dans le département du Val-de-Marne et la région Île-de-France.

## Historique
La galerie municipale Julio González, ouverte en 1992, trouve son origine dans la présence de nombreux artistes sur le territoire arcueillais. Depuis son ouverture, la galerie accueille différents artistes lors d’expositions individuelles et collectives et mène des actions culturelles auprès des scolaires (de la maternelle au lycée). Lors de visites pédagogiques, les élèves sont sensibilisés à l’art et pratiquent une activité d’arts plastiques, parfois en compagnie de l’artiste. Cet accueil s’étend aussi aux EHPAD et institutions œuvrant pour l’accès à l’art auprès de publics éloignés. Les expositions ouvertes à toutes et à tous, donnent lieu à des rencontres avec les artistes et parfois des finissages musicaux. De nombreux événements sont menés hors les murs en partenariat avec des structures culturelles du territoire dont Anis Gras - le lieu de l’Autre et le collège Dulcie September. Des cours d’arts plastiques pour enfants et adolescents sont dispensés par des enseignants et des conférences d’histoire de l’art ont lieu régulièrement dans la galerie.

### Situation
La galerie est installée au rez-de-chaussée de l'Espace Julio González, 21 avenue Paul Doumer à Arcueil.

## Artistes exposés

### Expositions individuelles
- 1992 : 
  - Antonio Segui
  - Pancho Quilici
  - Gabriela Morawetz
- 1993 :
  - Claude Viseux
  - Claude Danteny
  - Alain Blaise
  - François Arnal
  - Jean-Pierre Jouffroy
- 1994 : 
  - Vladimir Veličković
  - Roger Trystram
  - Serge Guillou
  - Guy Kayser
- 1995 : 
  - Jan Voss
  - Didier Mencoboni
  - Mark Brusse
- 1996 : 
  - Jacques Poli
  - Julio Le Parc
  - Roberto Matta
- 1997 : 
  - Jean Clareboudt
  - Bernard Rancillac
  - Daniel Nadaud
  - Silbermann
- 1998 : 
  - Christian Jaccard
  - Erró
- 1999 : 
  - Gérard Titus-Carmel
  - Catherine Viollet
  - Peter Klasen
- 2000 : 
  - Hugh Weiss
  - Vincent Gagliardi
  - Antoni Tàpies
- 2001 : 
  - Franck Chalendard
  - Jacques Lagrange
  - Olga Luna
  - Braun-Vega
  - Chu Teh-Chun
- 2002 : 
  - Dimitri Tsykalov
  - Marie-Claude Bugeaud
  - Jean-Pierre Pincemin
- 2003 : 
  - Mitsouko Mori
  - Marinette Cueco
  - Jack Vanarsky
  - Michaële-Andréa Schatt
  - Chantal Petit
- 2004 : 
  - Pierre Olivier
  - Isabelle Duperray
  - Bernard Pras
  - Vincent Guzman
  - Bernard Limbour
- 2005 : 
  - François Boisrond
  - Fabienne Oudart
  - Marc Giai-Miniet
  - Frédéric Arditi
  - Faust Cardinali
- 2006 : 
  - J-R. Hissard
  - Françoise Coutant
  - Éric Liot
  - Ricardo Mosner
  - Octavio Blasi
- 2007 : 
  - Laurent Belloni
  - Richard Müller
  - Rana Bishara
  - François Arnal – Fred Périé
  - Frans Krajcberg
  - Nathalie Bas
- 2008 : 
  - Alberto Guzman
  - Patrick Condouret
  - Tyszblat
  - Thomas Ivernel et Marc Goldstain
  - Claude Lepoitevin
  - José Gamarra
- 2009 : 
  - Antoine Petel
  - Pat Andrea
  - Maurice Matieu
- 2010 : 
  - Vincent Corpet
  - Emma Malig
  - Anne Barrès
  - Aurélien Grèzes
  - Philippe Garel
  - Cecilia Cubarle
  - Sylvain Grout et Yann Mazéas
- 2011 : 
  - Fred Sapey-Triomphe
  - Olivier Masmonteil
  - Fred Périé
  - Antoni Taulé
  - Alberto Cont
- 2012 :
  - Iris Levasseur
  - Duncan Wylie
  - Cristina Ruiz-Guiñazu
- 2013 : 
  - Juliette Jouannais
  - Xavier Deshoulières
  - Martine Schildge
  - Anne Slacik
- 2014 : 
  - Pierre Monestier
  - Eric Corne
  - Jean-Pierre Jouffroy
  - Youcef Korichi
  - Konrad Loder
- 2015 :
  - Quentin Garel
  - Ayako David Kawauchi
  - Laurent Esquerré
  - Simon Pasieka
  - Damien Deroubaix
  - Claude Viseux
- 2016 :
  - Anne Laure Sacriste
  - Emmanuel Rivière
  - Till Rabus et Léopold Rabus
  - Davor Vrankic
  - Roger Trystram
- 2017 :
  - Claude Rutault
  - Nikolas Fouré
  - Ronan Barrot
- 2018 :
  - Gilles Barbier
  - Abel Pradalié
  - Damien Deroubaix
  - Julien des Monstiers
  - Osman Dinç
- 2019 :
  - Cristine Guinamand
  - Marcos Carrasquer
  - Mathieu Cherkit
  - C215
- 2020
  - Lionel Sabatté
  - Filip Mirazovic
  - Hervé Télémaque et Olivier Peyronnet
- 2021
  - Jérôme Gelès
  - Marlène Mocquet
- 2022
  - Paul Rebeyrolle
  - Camilla Adami
  - Michel Gemignani
  - Nazanin Pouyandeh
- 2023
  - Stéphane Pencréac'h
  - Linda Roux
  - Cat Loray et Clément Borderie
- 2024
  - Marko Velk
- 2025
  - Raphaëlle Ricol

### Galerie Hors les murs
De nombreuses œuvres sont installées dans l’espace public à Arcueil dont celles de: Pancho Quilici, C215 (artiste), Daniel Eime, Claude Viseux, Sylvain Grout & Yann Mazéas, François Arnal, Louis Derbré, Frans Krajcberg, Julien Gudea, Antonio Seguí, José Gamarra, Serge Guillou et Roger Trystram.
Des expositions se tiennent sur tout le territoire pour la diffusion du travail des plasticiens, notamment locaux :
- 2024

o   Caroline Aycard , Monique Favart , Nicolas Hell , Thomas Ivernel , Anna Mikke  et Marilda Simonidhi  de l’association ETR Balistic exposent sur la thématique du corps, du genre et de la violence faite aux femmes à Anis Gras – le lieu de l’Autre
o   Axël Kriloff  « Archéfiction Saison V » à la galerie d’exposition du collège Dulcie September
- 2023

o   « L’artothèque de la ville » à la galerie d’exposition du collège Dulcie September
o   Cécile Bernu  « La longue vie de Victorine » à Anis Gras – le lieu de l’Autre
o   « Art’cueil » Artothèque de la ville à la galerie d’exposition du collège Dulcie September
- 2022

o   Estelle Lagarde  « Secrets d’ateliers » exposition en itinérance dans le cadre du 30e anniversaire de la galerie
o   « L’artothèque de la ville » à la galerie d’exposition du collège Dulcie September
o   Kristina Shishkova  « ARCHÉFICTION Saison III » à la galerie d’exposition du collège Dulcie September
o   « De Braun à Braun Vega – La métamorphose d’un artiste » à Anis Gras – le lieu de l’Autre et dans l’atelier de l’artiste
o   Alexandre Alloul  «  Street therapy » » à Anis Gras – le lieu de l’Autre et dans l’atelier de l’artiste
o   Al Martin  « ARCHEFICTION Saison IV » à la galerie d’exposition du collège Dulcie September
- 2021

o   « Art’cueil » Artothèque de la ville à la galerie d’exposition du collège Dulcie September
o   Pascale Ubelmann Bulloz  « Présence » à Anis Gras – le lieu de l’Autre
o   Kethevane Cellard « ARCHEFICTION Saison III» à la galerie d’exposition du collège Dulcie September
o   FemmesPHOTOgraphes - Photographies de la revue FemmesPHOTOgraphes à la médiathèque Louis Pergaud
- 2020

o    Antonio Seguí  « Peinture/sculpture » à Anis Gras – le lieu de l’Autre
o    Pancho Quilici « ARCHEFICTION Saison II » à la galerie d’exposition du collège Dulcie September
o   Art’cueil « Portraits de l’artothèque municipale » à la Galerie d’exposition du collège Dulcie September
- 2019

o    François Delebecque  « La jupe et le marteau - Polyptyque de l’intime à Anis Gras – le lieu de l’Autre
o   Art’cueil « Grands formats de l’artothèque municipale » à la galerie d’exposition du collège Dulcie September
- 2018

o    Laurent Melon  à la galerie d’exposition du collège Dulcie September
o    Caroline Gueye  « Mandela un homme comme on les aime » à la Médiathèque Louis Pergaud
o    Mustapha Boutadjine  « Black is toujours beautiful (extraits) »  à la Médiathèque Louis Pergaud
o    Jürgen Schadeberg « Dans le viseur de l’Apartheid, Mandela par Schadeberg » à Anis Gras – le lieu de l’Autre
o    Bruce Clarke  « Frontline » à Anis Gras – le lieu de l’Autre
o    Patrice Chambrier  « 24 heures de la vie de Nelson Mandela à la galerie du collège Dulcie September
- 2017

o   Art’cueil « OEuvres d’artistes de l’artothèque municipale » à la galerie du collège Dulcie September
o   Mois de la photo  Estelle Lagarde  &  Kim Lan Nguyên Thi  à Anis Gras – le lieu de l’Autre
o    Claude Rutault  Inauguration de la galerie d’exposition du collège Dulcie September
- 2016

o    Ayako David-Kawauchi  à Anis Gras – le lieu de l’Autre

## Prix Antoine Marin
Le prix Antoine Marin a été décerné chaque année, de 1997 à 2022, à une sélection de 12 jeunes plasticiens par un jury arcueillais (composé d'artistes et d'élus). Le prix porte le nom de l'entrepreneur qui créa, à Arcueil, l'entreprise homonyme de fourniture de matériel pour les artistes: Marin Beaux Arts. Le prix Antoine Marin est né de la volonté affichée de montrer la jeune création, de l'aider à se développer, de créer des rencontres entre artistes et de favoriser de belles aventures artistiques.

### Lauréats
- 2022
  - 1er prix : Raphaëlle Bertran
  - 2e prix : Pauline Riveaux
  - 3e prix : Félix Deschamps Mak
  - 4e prix : Shu Rui
- 2021[2]
  - 1er prix : Pierre Aghaikian
  - 2e prix ex æquo : Johann Rivat et Lucas Ribeyron
  - 3e prix : Lise Stoufflet
  - 4e prix : Léo Chesneau
  - 5e prix : Charlotte Burtin
- 2020
  - Non décerné[3]
- 2019[4]
  - 1er prix : Apolonia Sokol
  - 2e prix : Titouan Péron
  - 3e prix : Akira Inumaru
- 2018
  - 1er prix : Olympe Racana-Weiler
  - 2e prix : Jean Claracq
  - 3e prix ex æquo : Laura Garcia Karras et Marine Wallon
- 2017
  - 1er prix : Mathieu Boisadan
  - 2e prix : Aurélie de Heinzelin
  - 3e prix ex æquo : Sarah Jérôme et Adrien Belgrand
- 2016[5]
  - 1er prix : Marion Bataillard
  - 2e prix : Antoine Carbonne
  - 3e prix : Adrian Caicedo
- 2015[6] :
  - 1er prix : Julien Des Monstiers
  - 2e prix : Orsten Groom
  - 3e prix : Giulia Andreani
- 2014[7] :
  - 1er prix : Damien Cadio
  - 2e prix : Juliette Righetti
  - 3e prix : Oda Jaune et Thomas Lévy-Lasne
- 2013[8] :
  - 1er prix : Claire Tabouret
  - 2e prix : Daniele Steardo
  - 3e prix : Cheikh Ndiaye
- 2012[9] :
  - 1er prix : Léopold Rabus
  - 2e prix : Gregory Derenne
  - 3e prix : Sonia Burel
- 2011[10] :
  - 1er prix[11] : July Ancel
  - 2e prix : Mathieu Cherkit
  - 3e prix : Olivier Larivière
- 2010 :
  - 1er prix : Xavier Deshoulières
  - 2e prix : Iris Levasseur
  - 3e prix : Florence Reymond
- 2009 :
  - 1er prix : Axel Pahlavi
  - 2e prix : Cristine Guinamand
  - 3e prix :
- 2008 :
  - 1er prix : Romain Bernini
  - Prix spécial Erró : Nazanin Pouyandeh
- 2007 :
  - 1er prix : Natacha Ivanova
- 2006 :
  - 1er prix : Ronan Barrot
- 2005 :
  - 1er prix : Jérôme Zonder
- 2004 :
  - 1er prix : Tianbing Li
- 2003 :
  - 1er prix : Xavier Escriba
- 2002 :
  - 1er prix : Laurence Egloff
- 2001 :
  - 1er prix : Frédéric Arditi
- 2000 :
  - 1er prix : Stevens Dossou-Yovo
- 1999 :
  - 1er prix : Julien Sirjacq
- 1998 :
  - 1er prix : Jean-Pierre Ruel
- 1997 :
  - 1er prix : Alix Pothin[11]

## Les ZAZA's (les ZartisteZarcueillais)
Les ZAZA’s (les ZartisteZarcueillais) remplacent, depuis 2006, les journées portes ouvertes des ateliers des artistes à Arcueil. Peintures, sculptures, céramiques, pièces uniques, gravures, dessins, vidéos, créations numériques… autant de médiums qui dévoilent une diversité de talents. Un événement festif de rentrée qui accueille aussi des musicien·ne·s, auteurs et illustrateurs arcueillaiss et leurs invités amateurs et professionnels. Les artistes se réunissent habituellement lors du deuxième weekend de septembre avec une exposition collective autour d'une thématique commune. Les thématiques des RDVs: « Les présidentiables » 2006 - « Autour de la ville » 2008 - « Frontières » 2009 - « Féminins Masculins » 2010 - « Fenêtre sur… » 2011 - « L’inconnu » 2012 - « Portrait de famille » 2013 - « Portes ouvertes » 2014 - « Mine de rien » 2015 - « Le banquet » 2016 - « La chute » 2017 - « 1968 - 2018 : 50 ans de mai 68 » 2018 - « Happy culture ! » 2019 - « Et pourtant elle tourne » 2020 - « Et si on dansait...» 2021 - « Partage » 2022 - « Galerie de portraits » 2023 - « Mouvements et ondulations » 2024

## Art'cologie
Depuis 2023, de jeunes artistes, dont certains seront accueillis en résidence au sein de l’espace Julio Gonzalez, sont invités à créer des œuvres sur la thématique de l’écologie et de la nature. Les artistes de cette exposition présentent des œuvres originales en utilisant notamment des matières recyclables et recyclées. La première édition de l'exposition traitait d'aspects liés au recyclage et la biodiversité alors que la deuxième édition tissait des liens entre le vivant, la terre, les sciences et l’imaginaire autour de la nature.

## Transports
Gares   Laplace
Lignes bus 57,162, 187,323, 380 – Velib’
La galerie municipale Julio Gonzalez est accessible aux personnes à mobilité réduite

### Source
1992 - 2022: 30 ans d'art, catalogue édité à l'occasion de 30 ans de la galerie